# Centro Universitário Maurício de Nassau
O Centro Universitário Maurício de Nassau, mais conhecido por sua sigla Uninassau, é uma instituição privada de ensino superior mantida pelo Grupo Ser Educacional, com 23 unidades em funcionamento em estados das regiões Norte e Nordeste do Brasil, fundada pelo empresário paraibano José Janguiê Bezerra Diniz.
A Nassau, como também é conhecida, surgiu em 1993, quando foi criado o Bureau Jurídico - Complexo Educacional de Ensino e Pesquisa, com o objetivo de preparar candidatos para concorridos concursos públicos. Mais tarde, surge o BJ Colégio e Curso, e em 2003, com a publicação no Diário Oficial da União da Portaria 1109, do MEC, nasce oficialmente o Centro Universitário Maurício de Nassau. O MEC, através da portaria Nº 701 do ministro Aloizio Mercadante, atestou a nova etapa da instituição, agora Uninassau - Centro Universitário Maurício de Nassau.